# Qucs
Qucs (від англ. Quite Universal Circuit Simulator, Майже універсальний симулятор електронних ланцюгів) — вільна програма, призначена для моделювання електронних ланцюгів. Розповсюджується за ліцензією GPL. Дозволяє моделювати електронну апаратуру в режимі малого і великого сигналу, а також шумові характеристики. Має графічний інтерфейс. Цифрова апаратура моделюється з використанням VHDL і / або Verilog.
Включає в себе велику бібліотеку моделей електронних компонентів, яка  постійно поповнюється, підтримує компоненти SPICE. Вигідно відрізняється від інших симуляторів, таких як gEDA або PSpice простотою роботи оператора і інтуїтивно зрозумілим інтерфейсом користувача.

## Види моделювання
Види моделювання, підтримувані програмою:
- Моделювання по постійному струму;
- Моделювання за змінним струмом;
- Гармонійний баланс;
- Цифрове моделювання;
- Моделювання перехідних процесів;
- Моделювання S-параметрів;
- Розгортка по параметру;
- Оптимізація.